# Primal Fear (roman)
Primal Fear, în traducere ,,Ființa Răului" este un roman thriller scris de William Diehl. Acțiunea îl urmărește pe Aaron Stampler, ajutorul unui episcop, care a fost acuzat de crimă și pe avocatul care îl apără, Martin Vail.
În 1996, a fost realizat un film cu același nume (titlul original în engleză) de Gregory Hoblit, cu Richard Gerre și Edward Norton.
Personajele Stampler și Vail apar în alte două romane, anume Show of Evil și  Reign in Hell.